# 兩相情傲
《兩相情傲》（羅馬化：Song Thoranong），是一部由恰律·桑關蓬與卡薩馬·尼塞潘執導，朱迪·璋棱蓋巴蒂與珀恩彩達·瓦拉帕查那領銜主演的時代愛情劇。2024年3月11日起，每週一至週五晚間七點於Ch7HD首播。

## 劇情簡介
講述泰籍華裔兄弟“Leng”（朱迪·璋棱蓋巴蒂 飾）和“Chai”（吉江農·江農格里 飾）一生奮鬥的故事。

## 演員陣容
註：括號內的演員姓名為小名。

### 主演
- 朱迪·璋棱蓋巴蒂（Mek） 飾演 Leng
- 珀恩彩達·瓦拉帕查那（Mameaw） 飾演 Petch

### 配角
- 吉江農·江農格里（Money） 飾演 Chai
- 迪莎拉雅·德查派布恩（Nur） 飾演 Ploy
- 英塔·遼拉翁（Indy） 飾演 Hou
- 納維娜·諾拉薩普雷查（Mind） 飾演 Hong
- 英法·凱特卡姆（Fah） 飾演 La
- 查納帕·榮席藍巴帕功（Ice） 飾演 Tee
- 榮·考姆卡迪（Rong） 飾演 阿公
- 阿查拉潘·派文蘇萬（Gee） 飾演 阿嬤
- 芭帕薩拉·德查派布恩（英语：Papassara Techapaibul）（Kob） 飾演 Im
- 普林·維甘（Prin） 飾演 Seng
- 希拉芭帕·蘇丹隆（Amm） 飾演 Nual
- 邱克猜·恰倫蘇克（Chok） 飾演 Song
- 普拉布·尤他畢查（Prab） 飾演 Komin
- 南提普·暹通（Thip） 飾演 Tubtim
- 旺納薩·通維瑟（Sa） 飾演 Phutkrong
- 納塔雅·查恩容（Pu） 飾演 Ju
- 堤帝南·蘇萬納薩克（X） 飾演 Phaen
- 拉蒂·維塔瓦（Tan） 飾演 Mani
- 蘇帕希·秦維倪袞（Pop） 飾演 Sombun

## 劇集迴響

### 泰國電視收視
- 收視最低的集數以藍色表示，收視最高的集數以紅色表示，而空格則表示該集的收視沒有相關數據。

| 集數 No.   | 播放日期      | 播放時段 (UTC+07:00) | 15+平均收視率          | 來源   |
| ---------- | ------------- | -------------------- | ---------------------- | ------ |
| 1          | 2024年3月11日 | 星期一 19:00         | 3.471                  | [ 4 ]  |
| 2          | 2024年3月12日 | 星期二 19:00         |                        |        |
| 3          | 2024年3月13日 | 星期三 19:00         |                        |        |
| 4          | 2024年3月14日 | 星期四 19:00         |                        |        |
| 5          | 2024年3月15日 | 星期五 19:00         |                        |        |
| 6          | 2024年3月18日 | 星期一 19:00         |                        |        |
| 7          | 2024年3月19日 | 星期二 19:00         |                        |        |
| 8          | 2024年3月20日 | 星期三 19:00         |                        |        |
| 9          | 2024年3月21日 | 星期四 19:00         |                        |        |
| 10         | 2024年3月22日 | 星期五 19:00         |                        |        |
| 11         | 2024年3月25日 | 星期一 19:00         | 3.557 （4+平均收視率） | [ 5 ]  |
| 12         | 2024年3月26日 | 星期二 19:00         | 3.052 （4+平均收視率） | [ 6 ]  |
| 13         | 2024年3月27日 | 星期三 19:00         | 3.535 （4+平均收視率） | [ 7 ]  |
| 14         | 2024年3月28日 | 星期四 19:00         | 4.0                    | [ 8 ]  |
| 15         | 2024年3月29日 | 星期五 19:00         |                        |        |
| 16         | 2024年4月1日  | 星期一 19:00         |                        |        |
| 17         | 2024年4月2日  | 星期二 19:00         |                        |        |
| 18         | 2024年4月3日  | 星期三 19:00         |                        |        |
| 19         | 2024年4月4日  | 星期四 19:00         |                        |        |
| 20         | 2024年4月5日  | 星期五 19:00         | 4.2                    | [ 9 ]  |
| 21         | 2024年4月8日  | 星期一 19:00         | 4.4                    | [ 10 ] |
| 22         | 2024年4月9日  | 星期二 19:00         | 4.6                    | [ 11 ] |
| 23         | 2024年4月10日 | 星期三 19:00         | 4.4                    | [ 12 ] |
| 24         | 2024年4月11日 | 星期四 19:00         | 4.1                    | [ 13 ] |
| 25         | 2024年4月12日 | 星期五 19:00         | 4.7                    | [ 14 ] |
| 26         | 2024年4月15日 | 星期一 19:00         | 4.0                    | [ 14 ] |
| 27         | 2024年4月16日 | 星期二 19:00         | 4.1                    | [ 14 ] |
| 28         | 2024年4月17日 | 星期三 19:00         | 4.8                    | [ 15 ] |
| 29         | 2024年4月18日 | 星期四 19:00         | 4.8                    | [ 16 ] |
| 30         | 2024年4月19日 | 星期五 19:00         | 4.9                    | [ 17 ] |
| 平均收視率 | 平均收視率    | 平均收視率           |                        | 1      |

^1  基於每集的平均觀眾份額。

## 外部連結
- MyDramaList上的劇情簡介 （页面存档备份，存于）（英文）
- 豆瓣电影上《兩相情傲》的資料 （简体中文）